# 16e Match des étoiles de la Ligue nationale de hockey
Match précédent Match suivant
Le 16e Match des étoiles de la Ligue nationale de hockey fut tenu le 6 octobre 1962 dans le domicile des Maple Leafs de Toronto, le Maple Leaf Gardens. Ce match passa à une journée de ne pas être disputé ; le Match des étoiles étant présenté avant la saison régulière, les joueurs y prenant part se devait d'être sous contrat pour une équipe de la LNH. La veille de la rencontre, les Maple Leafs n'avait que deux joueurs sous contrat, soit la recrue Kent Douglas et le capitaine George Armstrong. Dans un ultime effort, les dirigeants du club réussirent à signer la totalité de l'équipe en l'espace de 24 heures et purent prendre part au match. Pour la première fois de l'histoire, un trophée fut remis au joueur du match, cet honneur revient à Eddie Shack qui inscrivit un but.

## Effectif

### Maple Leafs de Toronto
- Entraîneur-chef : Punch Imlach.

Gardiens de buts
- 01 Johnny Bower.

Défenseurs :
- 02 Carl Brewer.
- 07 Tim Horton.
- 19 Kent Douglas.
- 21 Bobby Baun.
- 22 Larry Hillman.
- 26 Allan Stanley.

Attaquants :
- 04 Red Kelly, C.
- 09 Dick Duff, AG.
- 10 George Armstrong, AD.
- 11 Bob Nevin, AD.
- 12 Ron Stewart, AD.
- 14 Dave Keon, C.
- 15 Billy Harris, C.
- 20 Bob Pulford, AG.
- 23 Eddie Shack, AD.
- 24 John MacMillan, AD.
- 25 Ed Litzenberger, AD.
- 27 Frank Mahovlich, AG.

### Étoiles de la LNH
- Entraîneur-chef : Rudy Pilous ; Blackhawks de Chicago.

Gardiens de buts :
- 01 Glenn Hall ; Blackhawks de Chicago.
- 01 Jacques Plante ; Canadiens de Montréal.
- 01 Gump Worsley ; Rangers de New York.

Défenseurs :
- 02 Doug Harvey ; Rangers de New York.
- 03 Pierre Pilote ; Blackhawks de Chicago.
- 04 Jean-Guy Talbot ; Canadiens de Montréal.
- 07 Norm Ullman ; Red Wings de Détroit.
- 18 Jack Evans ; Red Wings de Détroit.
- 19 Doug Mohns ; Bruins de Boston.
- 20 Leo Boivin ; Bruins de Boston.

Attaquants
- 05 Bernard Geoffrion, AD ; Canadiens de Montréal.
- 06 Andy Bathgate, AD ; Rangers de New York.
- 09 Gordie Howe, AD ; Red Wings de Détroit.
- 10 Alex Delvecchio, C ; Red Wings de Détroit.
- 11 Bobby Hull, AG ; Blackhawks de Chicago.
- 12 Ralph Backstrom, C ; Canadiens de Montréal.
- 14 Claude Provost, AD ; Canadiens de Montréal.
- 17 Don McKenney, C ; Bruins de Boston.

## Feuille de match
| No | Score            | Équipe           | Buteur (Passeur(s))        | Temps            |                  |
| Première période | Première période | Première période | Première période           | Première période | Première période |
| --- | ---------------- | ---------------- | -------------------------- | ---------------- | ---------------- |
| 1 | 1-0              | Toronto          | Duff (Douglas - Armstrong) | 5:22 AN          |                  |
| 2 | 1-1              | LNH              | Howe (Delvecchio - Pilote) | 7:26 AN          |                  |
| 3 | 2-1              | Toronto          | Pulford (Stewart)          | 10:45            |                  |
| 4 | 3-1              | Toronto          | Mahovlich (Stanley)        | 13:03            |                  |
| 5 | 4-1              | Toronto          | Shack (Keon)               | 19:32            |                  |
| Pénalité : Mohns (LNH) trébuché 4:32 ; Nevin (Tor) trébuché 6:16 ; McKenney (LNH) rudesse 12:41 ; Brewer (Tor) rudesse 12:41 ; Howe (LNH) rudesse 15:39 ; Shack (Tor) rudesse 15:39. |                  |                  |                            |                  |                  |
| Deuxième période |                  |                  |                            |                  |                  |
| Aucun but |                  |                  |                            |                  |                  |
| Pénalité : Kelly (Tor) trébuché 1:56 ; Howe (LNH) accroché 16:33 ; Brewer (Tor) retenu 18:30.                                                                                        |                  |                  |                            |                  |                  |
| Troisième période |                  |                  |                            |                  |                  |
| Aucun but |                  |                  |                            |                  |                  |
| Pénalité : Baun (Tor) chargé 13:03 ; Boivin (LNH) retenu 17:35 ; Shack (Tor) rudesse 19:21.                                                                                          |                  |                  |                            |                  |                  |

Gardiens :
- Toronto : Bower (60:00).
- LNH : Plante (1re période), Hall (2e période), Worsley (3e période).

Tirs au but :
- Toronto (36) 16 - 10 - 10
- LNH (33) 10 - 12 - 11

Arbitres : Eddie Powers
Juges de ligne : Matt Pavelich, Ron Wicks